# Calavero
Calavero es una localidad española del municipio asturiano de Illas.

## Geografía
La localidad pertenece a la parroquia de Illas, que forma parte a su vez del concejo de Illas, en Asturias.

## Historia
Hacia mediados del siglo XIX, la localidad era mencionada como una aldea. Aparece descrita en el quinto volumen del Diccionario geográfico-estadístico-histórico de España y sus posesiones de Ultramar de Pascual Madoz de la siguiente manera:

CALAVERO: ald. en la prov. de Oviedo, ayunt. y felig. de San Julian de Illas. (V.)
(Madoz, 1846, p. 274)

En 2021 la localidad tenía 59 habitantes censados.